# Mezzettia
Mezzettia is een geslacht uit de familie Annonaceae. De soorten komen voor van de Andamanen tot in Maleisië.

## Soorten
- Mezzettia havilandii (Boerl.) Ridl.
- Mezzettia herveyeana Oliv.
- Mezzettia macrocarpa Heyden & Kessler
- Mezzettia parviflora Becc.
- Mezzettia umbellata Becc.